# Chiwetel Ejiofor
Chiwetel Umeadi Ejiofor (* 7. července 1977 Londýn, Spojené království) je britský herec. Po svých rodičích je nigerijského původu, jeho otec byl lékař.
Ve filmu se poprvé objevil v roce 1996, kdy obdržel roli do snímku Deadly Voyage. Díky tomuto filmu se z něj stal obsazovanější herec jak ve filmu, tak na divadle.
V roce 2002 si zahrál nigerijského lékaře ve filmu Špína Londýna, kde se po jeho boku objevila Francouzka Audrey Tautou, za tuto roli si odnesl i cenu American Black Film Festival za nejlepší herecký výkon v hlavní roli.
Objevil se i ve filmech Láska nebeská, Serenity, Sexy botky (za který byl nominován na Zlatý glóbus) či Americký gangster.
V roce 2007 přijal nabídku na divadelní roli ve hře Othello, kde hrál po boku Kelly Reilly a Ewan McGregora.
Zahrál si také hlavní roli ve filmu Červený pás od Davida Mameta. Ve snímku 12 let v řetězech (2013) ztvárnil v hlavní roli muže, který ztratil svou svobodu a upadl do otroctví. Za tuto roli byl nominován na Oscara a na Zlatý glóbus a získal cenu BAFTA.

## Filmografie
| Rok  | Název                                   | Role                   | Poznámky                                  |
| ---- | --------------------------------------- | ---------------------- | ----------------------------------------- |
| 1997 | Amistad                                 | James Covey            |                                           |
| 1999 | G:MT – Greenwich Mean Time              | Rix                    |                                           |
| 2000 | It Was an Accident                      | Nicky Burkett          |                                           |
| 2002 | Špína Londýna                           | Okwe lander            |                                           |
| 2003 | Láska nebeská                           | Peter                  |                                           |
| 2003 | Smrt na webu                            | Mark Hayward           |                                           |
| 2004 | Nesnáší mne                             | Frank Wills            |                                           |
| 2004 | Rudý prach                              | Alex Mpondo            |                                           |
| 2004 | Melinda a Melinda                       | Ellis Moonsong         |                                           |
| 2005 | Čtyři bratři                            | Victor Sweet           |                                           |
| 2005 | Serenity                                | agent                  |                                           |
| 2005 | Tajemná vražda                          | Ty Trippin             |                                           |
| 2005 | Sexy botky                              | Simon / Lola           |                                           |
| 2006 | Spojenec                                | detektiv Bill Mitchell |                                           |
| 2006 | Potomci lidí                            | Luke                   |                                           |
| 2007 | Z vězení do éteru                       | Dewey Hughes           |                                           |
| 2007 | Americký gangster                       | Huey Lucas             |                                           |
| 2008 | Červený pás                             | Mike Terry             |                                           |
| 2008 | Slapper                                 |                        | krátkometrážní film, scenárista a režisér |
| 2009 | Finální hra                             | prezident Thabo Mbeki  |                                           |
| 2009 | 2012                                    | dr. Adrian Helmsley    |                                           |
| 2010 | Salt                                    | Darryl Peabody         |                                           |
| 2013 | Savannah                                | Christmas Moultrie     |                                           |
| 2013 | 12 let v řetězech                       | Solomon Northup        |                                           |
| 2013 | Half of a Yellow Sun                    | Odenigbo               |                                           |
| 2015 | Z for Zachariah                         | John Loomis            |                                           |
| 2015 | Marťan                                  | Vincent Kapoor         |                                           |
| 2015 | Tajemství jejích očí                    | Ray Kasten             |                                           |
| 2016 | Triple 9                                | Michael Atwood         |                                           |
| 2016 | Doctor Strange                          | Karl Mordo             |                                           |
| 2018 | Come Sunday                             | Carlton Pearson        |                                           |
| 2018 | Máří Magdalena                          | Petr                   |                                           |
| 2018 | Sherlock Koumes                         | Watson (hlas)          |                                           |
| 2019 | The Boy Who Harnessed the Wind          | Trywell Kamkwamba      | také scenárista a režisér                 |
| 2019 | Lví král                                | Scar (hlas)            |                                           |
| 2019 | Zloba: Královna všeho zlého             | Conall                 |                                           |
| 2019 | Sloní královna                          | vypravěč               |                                           |
| 2020 | Old Guard: Nesmrtelní                   | Copley                 |                                           |
| 2021 | Lockdown                                | Paxton                 |                                           |
| 2021 | Infinite                                | Bathurst 2020          |                                           |
| 2022 | Doctor Strange v mnohovesmíru šílenství | Karl Mordo             |                                           |

### Televize
| Rok  | Název                           | Role                          | Poznámky                  |
| ---- | ------------------------------- | ----------------------------- | ------------------------- |
| 1996 | Smrtící plavba                  | Ebow                          | TV film                   |
| 2001 | Krůček k vraždě                 | detektiv seržant McCorkindale | díl: „Teacher“            |
| 2003 | Twelfth Night, or What You Will | Orsino                        | TV film                   |
| 2003 | Trust                           | Ashley Carter                 | 6 dílů                    |
| 2003 | Canterburské povídky            | Paul                          | část: „The Knight's Tale“ |
| 2006 | Tsunami: Následky               | Ian Carter                    | TV film                   |
| 2007 | Partition: The Day India Burned | vypravěč                      |                           |
| 2011 | Hranice stínu                   | Jonah Gabriel                 | 7 dílů                    |
| 2013 | Dancing on the Edge             | Louis Lester                  | 6 dílů                    |
| 2013 | Phil Spector                    | Mock Prosecutor               | TV film                   |
| 2017 | Red Nose Day Actually           | Peter                         | krátkometrážní TV film    |

### Divadlo
| Rok  | Název                 | Role                      | Poznámky               |
| ---- | --------------------- | ------------------------- | ---------------------- |
| 1995 | Othello               | Othello                   | Bloomsbury Theatre     |
| 1996 | Othello               | Othello                   | Theatre Royal, Glasgow |
| 1997 | Macbeth               | Malcolm                   | Bristol Old Vic        |
| 1999 | Sparkleshark          | Russell                   | Royal National Theatre |
| 2000 | Blue/Orange           | Chris                     | Royal National Theatre |
| 2000 | Romeo a Julie         | Romeo Montague            | Royal National Theatre |
| 2000 | Peer Gynt             | mladý Peer                | Royal National Theatre |
| 2002 | The Vortex            | Nicky Lancaster           | Donmar Warehouse       |
| 2007 | Racek                 | Boris Alexejevič Trigorin | Royal Court Theatre    |
| 2007 | Othello               | Othello                   | Donmar Warehouse       |
| 2013 | A Season in the Congo | Patrice Lumumba           | Young Vic              |
| 2015 | Everyman              | Everyman                  | Royal National Theatre |